# Petra Mandátová
Petra Mandátová (* 7. září 1990, Třebíč) je bývalá česká florbalistka. Ve vrcholových soutěžích Česka a Švýcarska hrála v letech 2008 až 2022.

## Klubová kariéra
Mandátová s florbalem začínala v klubu Snipers Třebíč. Za druholigový ženský tým nastoupila poprvé v sezóně 2008/2009 a stala se jeho nejproduktivnější hráčkou.
Po sezóně přestoupila do extraligového týmu 1. SC Vítkovice. Velkou část sezóny však strávila v B týmu. Za A tým pravidelně nastupovala až od sezóny 2011/2012, kdy Vítkovice skončily třetí. V další sezóně získala vicemistrovský titul a v roce 2014 svoje první zlato. Na následném Poháru mistrů vybojovaly stříbro. V roce 2016 získala Vítkovicím svůj druhý titul, poté, co ve finále vstřelila rozhodující nájezd.
V roce 2017 přestoupila do FBS Olomouc, kde strávila jednu sezónu, ve které jako jedna z nejproduktivnějších hráček pomohla týmu udržet se v Extralize.
Na další dvě sezóny 2018 až 2020 přestoupila Mandátová do Unihockey Basel Regio ze švýcarské National League B. V roce 2020 se přesunula do týmu Floorball Riders v National League A, nejvyšší švýcarské soutěži. Na jaře 2021 Riders oznámili, že smlouvu s Mandátovou neprodlouží. Ta přešla do týmu Red Lions Frauenfeld, za který v NLA odehrála ještě jednu sezónu, ve které se ale tým v lize neudržel.

## Reprezentační kariéra
Po své nejúspěšnější klubové sezoně byla Mandátová v roce 2016 povolána do reprezentace jako obránkyně a odehrála tři zápasy na Euro Floorball Tour.